# Petropawliwka (hromada Bratśke)
Petropawliwka (ukr. Петропавлівка) – wieś na Ukrainie, w obwodzie mikołajowskim, w rejonie wozniesieńskim, w hromadzie Bratśke. W 2001 liczyła 669 mieszkańców, spośród których 468 wskazało jako ojczysty język ukraiński, 186 rosyjski, 14 mołdawski, a 1 ormiański.